# Irene Condachi
Irene Condachi (n. 7 iunie 1899, Valletta, Port Region (Port)⁠(d), Malta – d. 1970, Malta) a fost un medic maltez, una dintre cele două femei medic care au practicat medicina pe insulă în timpul celui de-al Doilea Război Mondial. În calitate de ofițer medical al școlilor guvernamentale, a fost unul dintre fondatorii serviciului medical școlar în Malta și este considerată responsabilă pentru eradicarea scabiei în sistemul educațional maltez.

## Tinerețea
Irene Condachi s-a născut în Malta la 7 iunie 1899. Familia ei era originară din Grecia și imigrase pe insulă cu puțin timp înainte, iar tatăl ei, Constantino Condachi, era negustor. Irene a fost crescută în tradiția ortodoxă greacă, care avea o atitudine mai tolerantă față de femeile care lucrau în afara casei. În 1916 a început studii de medicină la Universitatea din Malta, dar le-a abandonat după numai un an. După un timp a decis să-și reia studiile și s-a înscris la cursurile de medicină de la Universitatea din Napoli, pe care le-a absolvit în 1926. Irene Condachi a urmat apoi studii de specializare în pediatrie la Universitatea din Pavia, obținând o diplomă de medic specialist în 1928.

## Cariera medicală
S-a întors în Malta după finalizarea studiilor și a devenit asistentă a lui Joseph Ellul, profesor de obstetrică și ginecologie la Universitatea din Valletta. În 1938 a fost angajată ca ofițer medical al școlilor guvernamentale și și-a stabilit domiciliul pe strada Luzio din Sliema. După izbucnirea celui de-al Doilea Război Mondial, mulți bărbați au fost mobilizați în armată și au luat parte la război, iar femeile au fost nevoite să se implice mai activ în serviciile de apărare ale insulei. Împreună cu un oftalmolog și cu un dentist, Irene Condachi a pus bazele serviciului medical școlar. Neavând mijloace de transport, ea a mers pe jos sau a făcut autostopul de la o școală la alta, reușind să examineze medical peste 20.000 de elevi în 1941 și 1942. Irene Condachi a fost responsabilă pentru eradicarea scabiei în școlile guvernamentale prin folosirea unui unguent pe bază de petrol. Condițiile de muncă erau periculoase, deoarece școlile guvernamentale fuseseră transformate în 1941 în spitale și centre de refugiați. În timp ce-i îngrijea pe refugiații aflați într-un spital instalat în școala guvernamentală din orașul Qormi, clădirea a fost bombardată, iar dr. Condachi, personalul medical, refugiații și elevii abia au reușit să scape, coborând în ultimul moment într-un adăpost subteran amenajat sub școala de fete. Una dintre cele două femei medic cunoscute că au practicat medicina pe insula Malta în timpul războiului, Irene Condachi a continuat să lucreze ca ofițer medical al Ministerului Educației până în 1959. În acel moment ea a fost cea mai bine plătită femeie din serviciul guvernamental.

## Moarte și moștenire
Irene Condachi a murit în anul 1970 și încă mai este ținută minte pentru cariera medicală îndelungată pe care a avut-o în Malta.
În anul 2014 Simon Cusens a alcătuit o lucrare de disertație pentru masterat, care a reprezentat „prima lucrare academică” referitoare la rolul activ al femeilor malteze în timpul celui de-al Doilea Război Mondial. În cursul cercetărilor sale, el a descoperit povestea vieții Irenei Condachi care urma să fie inclusă într-o carte ce era pregătită să apară în 2016.